# Xi’an (Mudanjiang)
Der Stadtbezirk Xi’an (西安区,  Xī’ān Qū) ist ein Stadtbezirk der bezirksfreien Stadt Mudanjiang in der Provinz Heilongjiang in der Volksrepublik China. Er hat eine Fläche von 362,1 km² und zählt 242.412 Einwohner (Stand: Zensus 2020).

## Administrative Gliederung
Auf Gemeindeebene setzt sich der Stadtbezirk aus sechs Straßenvierteln und einer Großgemeinde zusammen.